# Waibstadt
Waibstadt – miasto w Niemczech, w kraju związkowym Badenia-Wirtembergia, w rejencji Karlsruhe, w regionie Rhein-Neckar, w powiecie Rhein-Neckar, siedziba związku gmin Waibstadt. Leży nad rzeką Schwarzbach, ok. 20 km na południowy wschód od Heidelbergu, przy drodze krajowej B292.